# Pierre Bost
Pierre Bost (Lasalle, 5 september 1901 - Parijs, 6 december 1975) was een Frans schrijver en scenarioschrijver.
Zijn naam is onlosmakelijk verbonden met die van scenarioschrijver Jean Aurenche. Samen tekenden ze voor het scenario van heel wat films van Claude Autant-Lara, Jean Delannoy, René Clément en, veel later, Bertrand Tavernier.

## Leven en werk

### Beginjaren als schrijver en journalist
Tussen 1922 en 1945 schreef Bost een twintigtal werken, hoofdzakelijk romans, waarmee hij zich als humanistisch en moralistisch geïnspireerde schrijver aansloot bij de Franse traditie van de psychologische roman.
Bost was een vroegrijpe schrijver. In 1922 al schreef hij À la porte, Voyage de l'esclave en Homicide par imprudence, zijn eerste romans die pas later gepubliceerd werden - eenmaal hij literair succes begon te krijgen. In 1923 schreef hij L'imbécile, zijn eerste toneelstuk, een komedie die in Parijs in het Théâtre du Vieux-Colombier opgevoerd werd. In 1926 werd zijn tweede komedie Deux paires d'amis opgevoerd in het Théâtre des Champs-Élysées onder regie van Louis Jouvet. In 1931 won hij de Prix Interallié, een het jaar daarvoor door journalisten gestichte literatuurprijs, met zijn roman Le Scandale, een Bildungsroman over twee prille twintigers wier vriendschap op de proef gesteld wordt.
In diezelfde jaren ontwikkelde hij drukke journalistieke activiteiten. Hij verleende zijn medewerking aan verscheidene kranten en tijdschriften. Zo behartigde hij in 1937 het hoofdredacteurschap van Marie Claire samen met medestichtster Marcelle Auclair en van Marianne, een links tijdschrift dat gesticht werd door uitgever Gaston Gallimard. Hij verzorgde kronieken (over theater, cinema, sport, ...) in diverse tijdschriften en hij schreef artikels over literatuur (onder andere verscheidene in het linkse weekblad Vendredi). Hij was eveneens professioneel lezer bij enkele uitgeverijen zoals Grasset en Gallimard, de uitgeverij die veel werk van hem uitgaf.
Van Bost verschenen er omzeggens geen boeken meer tussen 1936 en 1944. In 1945 publiceerde hij opnieuw drie werken. Daarna wijdde hij zich bijna exclusief aan het schrijven van scenario's.

### Ontmoeting en langdurige samenwerking met Jean Aurenche
In 1940 schreef Bost voor het eerst een scenario met de scenarist Jean Aurenche: L'Héritier des Mondésir, een Fernandel-komedie, luidde een vijfendertig jaar durende en vruchtbare samenwerking in. Twee jaar later volgde de tragikomedie Douce, alweer van Autant-Lara. Na de oorlog begon het duo Aurenchébost op volle toeren te draaien. Eerst verzorgden ze het scenario van de verfilming van twee Franse literatuurklassiekers: La Symphonie pastorale (Jean Delannoy, 1946, naar de gelijknamige roman van André Gide) en Le Diable au corps (Autant-Lara, 1947, naar de gelijknamige roman van Raymond Radiguet). Beide films oogstten enorm veel bijval.    
Tijdens de jaren vijftig, hun meest succesrijke periode, ontwikkelden ze het scenario voor grote commerciële successen van Autant-Lara (L'Auberge rouge (1951), Le Rouge et le Noir (1954), La traversée de Paris (1956), En cas de malheur (1958) en La Jument verte (1959)), van Jean Delannoy (Dieu a besoin des hommes (1950) en Chiens perdus sans collier (1955)), van René Clément (Jeux interdits (1951) en Gervaise (1956)) en van Yves Allégret (Les Orgueilleux, (1953).

### Aurenche-Bost onder vuur genomen door de nouvelle vague
Reeds in 1954 viel de jonge filmcriticus en toekomstig boegbeeld van de nouvelle vague François Truffaut in de Cahiers du cinéma  heftig uit tegen de oubollige artistieke opvattingen van de zogenaamde cinéma de papa. In Truffauts ogen belichaamden Aurenche en Bost samen met de cineasten voor wie ze het vaakst schreven (Autant-Lara, Delannoy, Clément) die certaine tendance du cinéma français: vooral literatuurverfilmingen door gevestigde cineasten die de kwaliteit van de verfilmde roman niet tot zijn recht doen komen, die alleen maar in de filmstudio opnemen en die het cinematografisch potentieel van de filmkunst onbenut laten.
De reputatie van Aurenche en Bost raakte zo beschadigd dat in de jaren zestig enkel nog Autant-Lara, Delannoy en Clément af en toe een beroep deden op hen.

### Ontmoeting en samenwerking met Bertrand Tavernier
Het was Bertrand Tavernier die voor hun eerherstel zorgde: hij viste hen in 1974 weer op voor zijn langspeelfilmdebuut L'Horloger de Saint-Paul (1974), de verfilming van een roman van Georges Simenon. Vooraleer Bost op het einde van 1975 overleed had hij nog kunnen meedenken aan het scenario voor Taverniers Le Juge et l'Assassin (1976).
Om het eerherstel nog kracht bij te zetten verfilmde Tavernier in 1984 Bosts roman Monsieur Ladmiral va bientôt mourir (1945) onder de titel Un dimanche à la campagne, een meermaals bekroond en aan de vooravond van de Eerste Wereldoorlog gesitueerd intimistisch familiaal drama.

### Privéleven
In 1925 huwde Bost met Odette Audibert (1901-1974), een nicht van hem.
In 1975 overleed Bost op 74-jarige leeftijd.

## Filmografie
- 1940: L'Héritier des Mondésir (Albert Valentin)
- 1942: Croisières sidérales (André Zwobada)
- 1942: L'Homme qui joue avec le feu (Jean de Limur)
- 1942: Dernier Atout (Jacques Becker)
- 1943: Une étoile au soleil (André Zwobada)
- 1943: La Chèvre d'or (René Barberis)
- 1943: Madame et le Mort (Louis Daquin)
- 1943: Douce (Claude Autant-Lara)
- 1946: La Symphonie pastorale (Jean Delannoy)
- 1947: Le Diable au corps (Claude Autant-Lara)
- 1949: Au-delà des grilles (Le Mura di Malapaga) (René Clément)
- 1949: Occupe-toi d'Amélie (Claude Autant-Lara)
- 1950: Dieu a besoin des hommes (Jean Delannoy)
- 1950: Le Château de verre (René Clément)
- 1951: L'Auberge rouge (Claude Autant-Lara)
- 1952: Les 7 péchés capitaux (sketchenfilm, episodes La Luxure van Yves Allégret en L'Orgueil van Claude Autant-Lara)
- 1952: Jeux interdits (René Clément)
- 1953: La voce del silenzio (Georg Wilhelm Pabst)
- 1953: Les Orgueilleux (Yves Allégret)
- 1954: Le Blé en herbe (Claude Autant-Lara)
- 1954: Destinées (sketchenfilm, episode Jeanne van Jean Delannoy)
- 1954: Maddalena (Augusto Genina)
- 1954: Le Rouge et le Noir (Claude Autant-Lara)
- 1955: Chiens perdus sans collier (Jean Delannoy)
- 1956: Gervaise (René Clément)
- 1956: La traversée de Paris (Claude Autant-Lara)
- 1958: En cas de malheur (Claude Autant-Lara)
- 1958: Le Joueur (Claude Autant-Lara)
- 1959: Le Chemin des écoliers (Michel Boisrond)
- 1959: La Jument verte (Claude Autant-Lara)
- 1960: Les Régates de San Francisco (Claude Autant-Lara)
- 1961: Tu ne tueras point (Claude Autant-Lara)
- 1961: Che gioia vivere (René Clément)
- 1962: Le crime ne paie pas (Gérard Oury) (sketchenfilm, episode Le Masque)
- 1963: Le Meurtrier (Claude Autant-Lara)
- 1963: Le Magot de Josefa (Claude Autant-Lara)
- 1964: Les Amitiés particulières (Jean Delannoy)
- 1965: Humour noir (sketchenfilm, episode La Bestiole van Claude Autant-Lara)
- 1966: Paris brûle-t-il? (René Clément)
- 1968: Le Franciscain de Bourges (Claude Autant-Lara)
- 1974: L'Horloger de Saint-Paul (Bertrand Tavernier)
- 1976: Le Juge et l'Assassin (Bertrand Tavernier)

## Prijzen en nominaties

### Prijzen
- 1977: Le Juge et l'Assassin : César voor beste origineel of bewerkt script

### Nominatie
- 1985: Un dimanche à la campagne : César voor beste film

## Publicaties
- Hercule et mademoiselle, Parijs, Éditions Gallimard, 1924
- L'imbécile, Parijs, Éditions Gallimard, 1924 (toneelstuk)
- Prétextat, Parijs, Éditions Gallimard, 1925
- Voyage de l'esclave, Parijs, Éditions Marcelle Lesage, 1926
- Crise de croissance, Parijs, Éditions Gallimard, 1926
- Deux paires d'amis, La Revue hebdomadaire, januarinummer 1927 (toneelstuk)
- À la porte, Parijs, Au sans pareil, 1927, collectie Le Conciliabule des trente
- Faillite, Parijs, Éditions Gallimard, 1928
- La passion et la mort de Jeanne d’Arc, Éditions Gallimard, 1928 (romantisering van de gelijknamige film van Carl Theodor Dreyer)
- Mesdames et messieurs, Parijs, Éditions Gallimard, 1930
- Anaïs, Parijs, Éditions Gallimard, 1930
- Briançon, Grenoble, Éditions Dardelet, 1930
- Photographies modernes, Calavas, 1930 (voorwoord)
- Le Scandale, Parijs, Éditions Gallimard, 1931
- Le cirque et le music-hall, Au sans pareil, 1931 (illustraties van Georges Annenkoff)
- Mazel, Abraham, et Marion, Élie, Mémoires inédits, Éditions Fi., 1931
- Faux numéros, Parijs, Éditions Gallimard, 1932
- Porte-Malheur, Parijs, Éditions Le Dilettante, 1932
- Un grand personnage, Parijs, Éditions Gallimard, 1935
- Homicide par imprudence, Parijs, Éditions Gallimard, 1936
- La haute fourche, Parijs, Éditions de Minuit, 1945 (onder het pseudoniem Vivarais)
- Monsieur Ladmiral va bientôt mourir, Parijs, Éditions Gallimard, 1945
- Un an dans un tiroir, Parijs, Éditions Le Dilettante, 1945
- Flots d'encre et flots de miel, Éditions La Thébaïde, literaire artikelen verzameld, voorgesteld en geannoteerd door François Ouellet, 2013
- La Matière d'un grand art. Ecrits sur le cinéma des années 1930, Éditions La Thébaïde, artikelen verzameld, voorgesteld en geannoteerd door François Ouellet, voorwoord door Bertrand Tavernier, 2016

in samenwerking:
- Pierre Bost, Pierre Darbon et Pierre Quet: La Puissance et la Gloire, Parijs, Robert Laffont, 1952
- Claude-André Puget en Pierre Bost: Un nommé Judas, Parijs, 1956 (toneelstuk)
- Jean Aurenche, Pierre Bost, Claude Brule en Georges Neveux: Molière pour rire et pour pleurer, Parijs, Presses de la Cité, 1973

- Biblioteca Nacional de España: XX1226428
- Bibliothèque nationale de France: cb12073499m (data)
- CiNii: DA10255609
- Gemeinsame Normdatei: 140651705
- International Standard Name Identifier: 0000 0001 2148 4399
- Library of Congress Control Number: n85222084
- Bibliotheek van het Japanse parlement: 00520199
- Nationale Bibliotheek van Tsjechië: xx0015407
- Nationale Bibliotheek van Israël: 987007275205605171
- Nederlandse Thesaurus van Auteursnamen: 071005536
- RKD-Nederlands Instituut voor Kunstgeschiedenis: 379191
- Istituto Centrale per il Catalogo Unico: CUBV025243
- SNAC: w67q2hp5
- Système universitaire de documentation: 029021812
- Virtual International Authority File: 115221627
- WorldCat: E39PBJth48fM9RM7VPP64QMVmd